# سلطة (طعام)

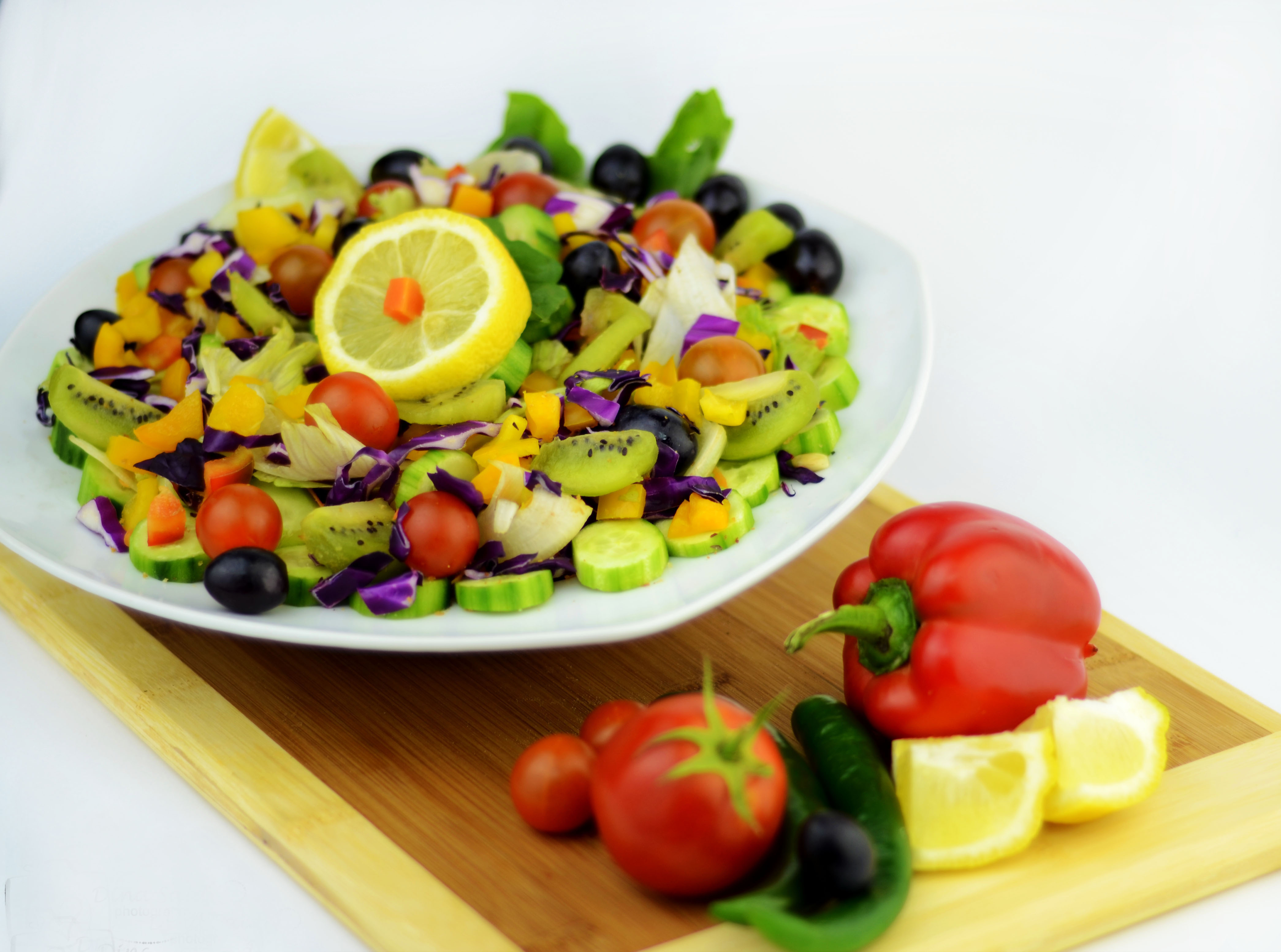
سلطة خضراء مصرية

الصَّلَطَةُ (عن اللاتينية: salāta «مُمَلَّحة») من أنواع المقبلات، تتألف غالباً من خضراوات مقطّعة مع إضافة ملح و/أو زيت و/أو خل وأعشاب وتوابل وجبن وغيرها.
كما يمكن أن تُصنع السلطة من الفواكه، وفي هذه الحالة قد يضاف إليها السكر.

## علم اللغة

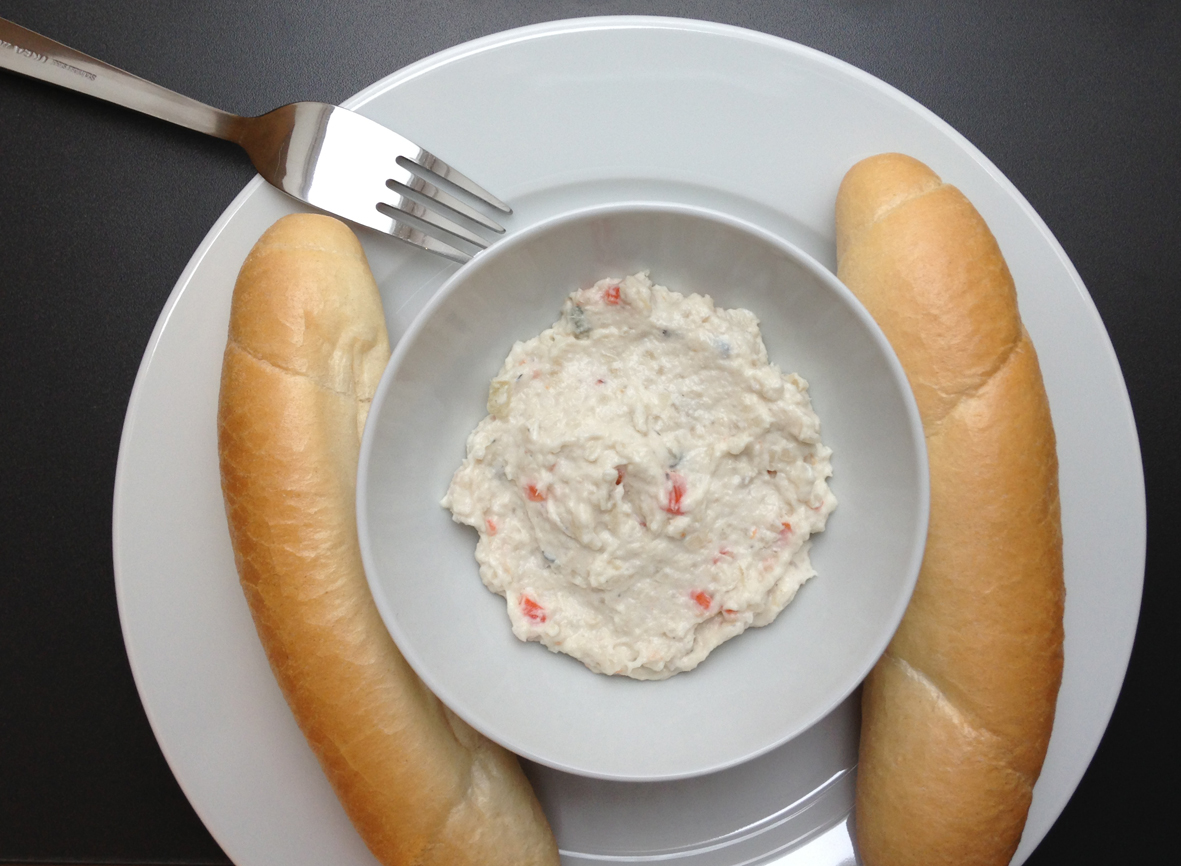
سلطة سمك

كلمة «سلطة» تأتي إلى اللغة الإنجليزية من«سالاتا» الفرنسية من نفس المعنى، وتلك الكلمة في حد ذاتها شكل مختصر من السالاتا اللاتينية المبتذلة التي كان يطلق عليها في وقتٍ سابق هيربا سالاتا (الخضر المملحة)، من سالاتا اللاتينية (المملحة)، ومن سال (ملح). في اللغة الإنجليزية، تظهر الكلمة لأول مرة باسم «سلطة» أو «ساليت» في القرن الرابع عشر. يرتبط الملح بالسلطة لأن الخضروات كانت مخلوطة مع محلول ملحي (محلول من الملح في الماء) أو خليط من الزيت والخل المالح خلال العصر الروماني. أول مرة سُجّلت في التاريخ في 1606, ثم ظهرت في إنجلترا وأمريكا في الستينيات.

## التاريخ
الرومان، الإغريق والفرس القديمة تناولوا الخضروات المختلطة وهو نوع من السلطة مختلطة، وكانت السلطات بما في ذلك السلطة الطبقات وهي الشعبية في أوروبا منذ التوسعات الإمبراطورية اليونان والرومان. في كتابه 1699, حديث حول السلطة، حاول جون إيفلين مع القليل من النجاح لتشجيع زملائه البريطانيين لتناول الوجبة الطازجة سلطة الخضراء.
يمكن العثور على الزيت المستخدم على السلطات في مستعمرة نيو هلند التي تعود إلى القرن السابع عشر (تسمى فيما بعد نيويورك ونيوجيرسي وديلاوير). وشملت قائمة من العناصر المشتركة التي تصل على السفن وأسعارها المحددة عند تقييم البضائع «علبة من زيت السلطة في 1.10 فلورين» ارسل في 1665 رسالة إلى مدير نيو هلند من جزيرة كوراساو هناك طلب لإرسال الخضر: «أطلب أكثر ود وأتمنى ان يكون سعادتك مسرورا بأن ترسل لي البذور من كل نوع، مثل الملفوف، الجزر، الخس، البقدونس، الخ لا يمكن الحصول عليها هنا وأنا أعلم أن سعادتك لديه الكثير....».
يمكن بيع السلطات في محلات السوبر ماركت، وفي المطاعم وفي قوائم الوجبات السريعة. في الولايات المتحدة، غالباً ما تحتوي المطاعم على بوفيه من السلطات مع مكونات صنع السلطة، والتي سيستخدمها العملاء لوضع سلطتهم معاً. كانت مطاعم السلطة تكسب أكثر من 300 مليون دولار في عام 2014. كان استهلاك سلطة في المنزل في 2010 في ارتفاع ولكن الابتعاد عن الخس المفروم الطازج ونحو الخضر المعبأة ومجموعات السلطة، المتوقع أن تصل إلى 7 مليارات دولار سنويا.

## الوصف
تأتي كلمة «سلطة» من الكلمة الفرنسية salade من الكلمة اللاتينية salata (مالحة)، من sal (ملح)، وفي اللغة الإنجليزية، ظهرت الكلمة لأول مرة باسم " salad " أو " sallet " في القرن الرابع عشر، فهى مُشتقة من اللاتينية وتعني «مالح»، في إشارة إلى المكون الرئيسي للتوابل - ملح الطعام- والذي قد يكون العنصر المضاف الوحيد.

## أنواع السلطات

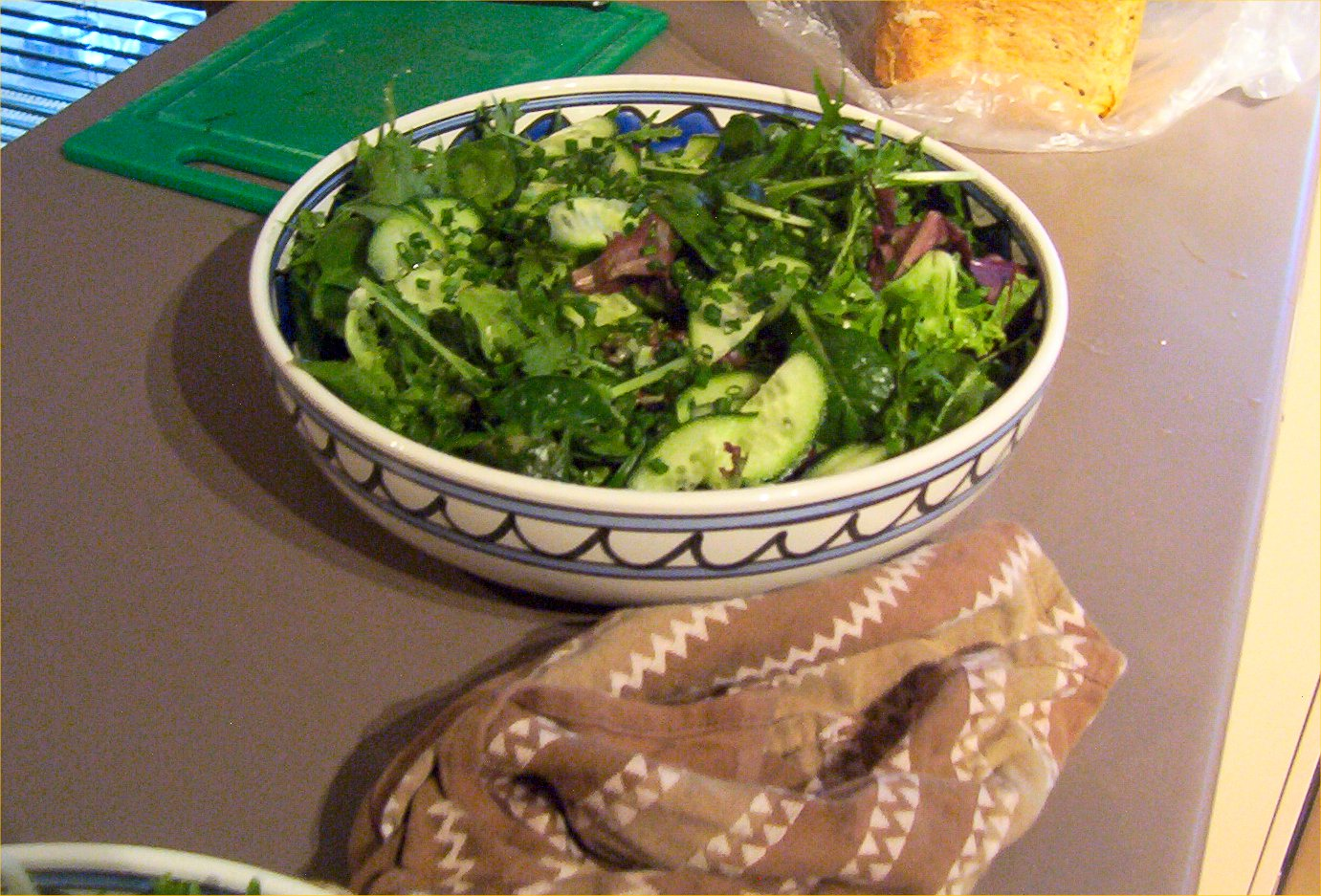
سلطة خضراء

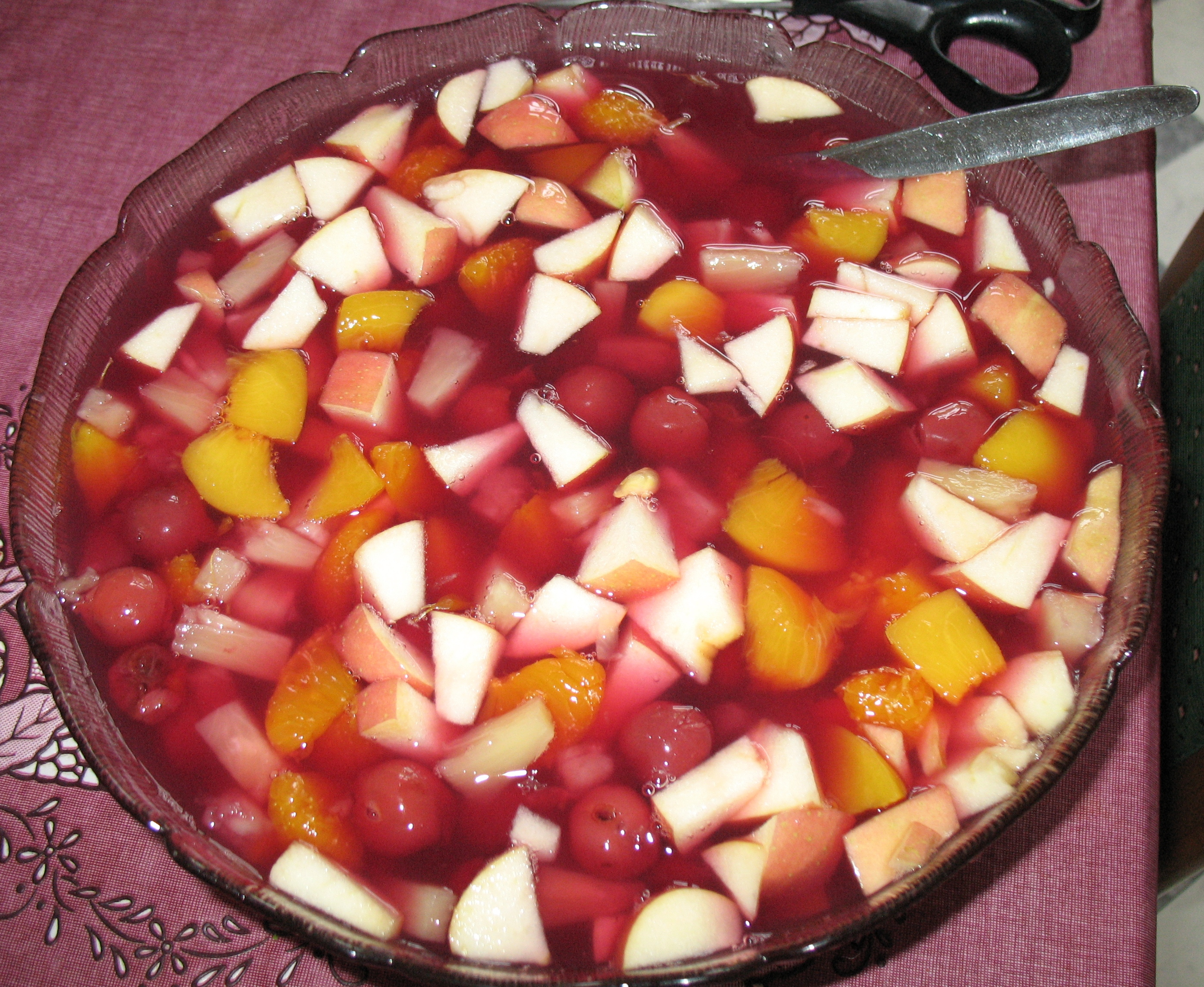
سلطة فواكة

1.سلطة ميلي ميلو: وهي السلطة التي تحتوي على الجزر والكرفس والفجل والخس والملفوف والبصل والزيتون الأخضر.
2.سلطة الكرفس والجوز : وهي تتكون من خسة واحدة وأربعة عروق من الكرفس والفليفلة الخضراء وطماطمتان ونصف قدح من الجوز المبشور وأربع ملاعق من الزيت والليمون.
3.سلطة هوليود: وهي تتكون من قدحان من الملفوف المفروم وعشر زيتونات ناضجة جدا ومقطعة بعد نزع النوى وقدحان من التفاح المدقوق أو المبشور جيدا وأربع ملاعق من الملح والفلفل وو الخل.
4.سلطة عربي أو ريفي: تتكون من أوراق الخس مقطعة والفجل أو الخيار والبصل المفروم أو المقطع وطماطم مقطعة أو شرحات تخلط جميعها ويوضع عليها الملح والفلفل والخل.
5.سلطة الكريما الحامضة : تتكون من الخيار والبصل ونصف ملعقة من الملح وقدح من الكريما الحامضة أربعة ملاعق من عصير الليمون.
6. سلطات الفواكه وهي تتكون من فواكه متنوعة مثل الموز والتفاح والمشمش والخوخ والبطيخ الذي يمكن أن يضاف إليه العسل ويمكن أن يضاف لسلطة الفواكه الخس ويمكن أن أن تتبل بالزيت والليمون.
7. سلطة الكراب: تتكوّن من شرائح الكراب، الخس، مكعبات الأفوكادو والذرة وتضاف اليها صلصة تتكون من المايونيز، عصير الليمون، الحامض، الكاتشاب، الخردل والملح.
8. سلطة المعكرونة: تتكون من المعكرونة، المايونيز، البصل، الجبن المبشور، الخردل والشبت.
9. سلطة الكول سلو: تتكون هذه السلطة من الخس ومبروش الجزر بالإضافة إلى المايونيز وذلك حسب الرغبة والقليل من الملح والسكر والقليل من عصير الليمون.
- سلطة الزعلوك: وجد المغرب وفي الجزائر وتونس وإن كان مع بعض الاحتلافات في الطريقة والمكونات، ولكن يبقى أساسها الباذنجان المفلي أوالمشوي مع الطماطم. والفلفل الأخضر والأحمر، يقدم كمقبلات أو كطبق رئيسي.

10.سلطة خضراء: تتكون من طماطم وخيار وخس وملح وبصل.

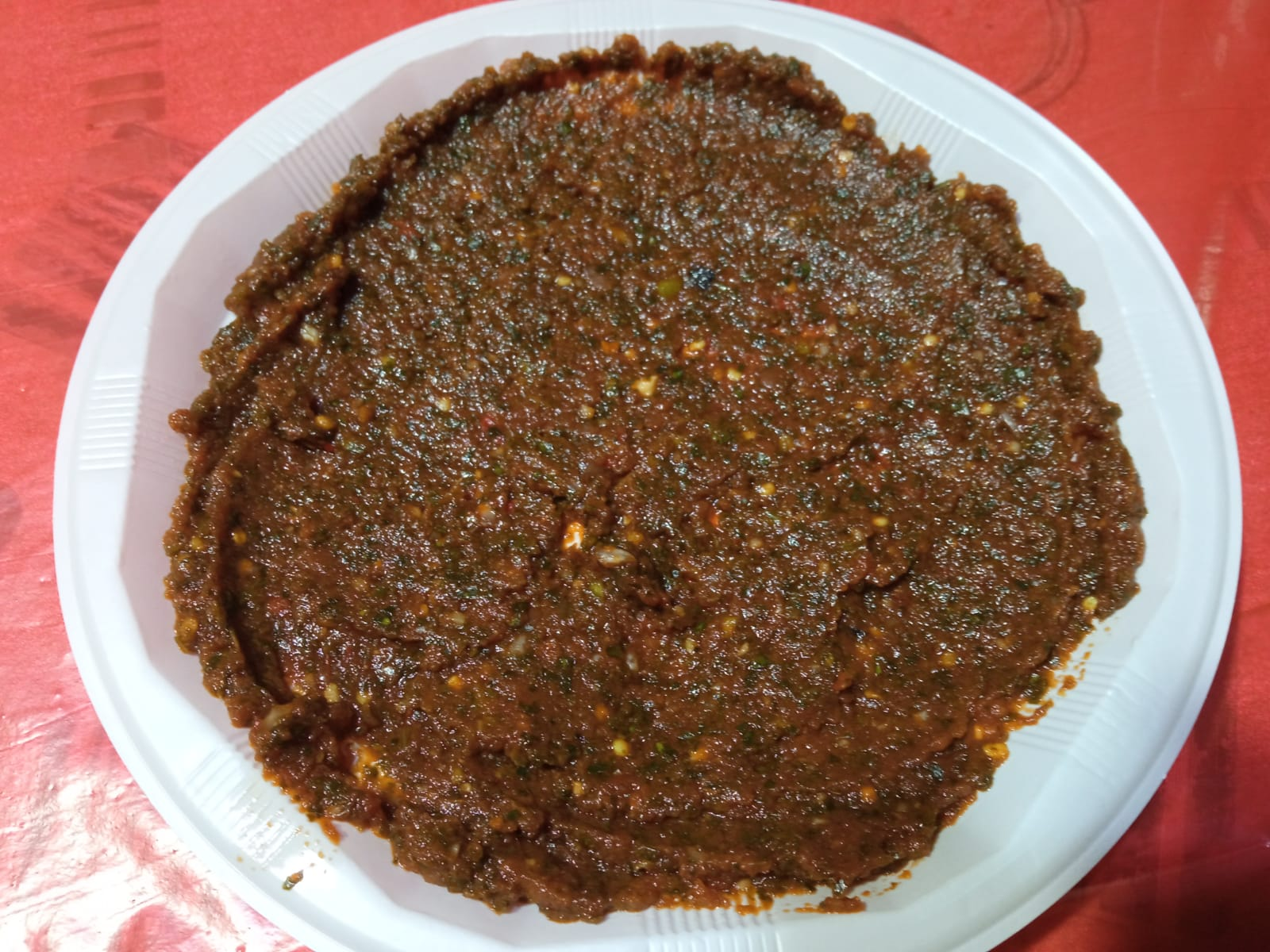
السلطة الحارة على الطريقة الفلسطينية

## سلطات معروفة باسمها
- سلطة مختلطة : في إسبانيا، يشير مصطلح «سلطة» عادة إلى مزيج من الخس والطماطم والبصل مع زيت الزيتون وخل النبيذ الأبيض والملح، وتحتوي عادةً على التونة، على الرغم من وجود العديد من المكونات، التي تضاف عادة دون تغيير اسم الطبق، مثل الثوم المعمر أو الخيار أو البيض المسلوق، وفي الأرجنتين، تُعتبر السلطة المختلطة مجرد مزيج من الخس والطماطم والبصل.
- سلطة كونتري: من البطاطا المطبوخة والفلفل والبصل والطماطم والتونة وخيار (اختياري).
- صلطة القيصر: سلطة سيزر أو القيصر، حيث تُنسب إلى صاحب مطعم إيطالي أمريكي، عاش في سان دييغو في الولايات المتحدة، كان لديه مطعم في تيخوانا بالمكسيك، وتتكون السلطة من أوراق الخس الملبسة بالمايونيز، والتي يتم تحضيرها بشكل عام على المائدة، وقت العشاء، في وعاء خشبي غامق، ويتكون المايونيز من صفار بيضة أو اثنين، مع الثوم والخردل وصلصة رشيسترشاير ومعجون الأنشوجة والليمون؛ ويُقدم مع شرائح الخبز المقلي بالثوم، وتُضاف جبنة البارميزان على الطبق حسب الرغبة، ثم تمت إضافة مكونات أخرى، ربما كان أكثرها شيوعًا : هو قطع لحم الخنزير المقدد والمقلي.
- سلطة صينية : بها خس وأعشاب بحرية ومغطاة بخل الأرز.
- سلطة الكرنب : معروفة في الولايات المتحدة، وتُصنع من قطع الكرنب والبصل والجزر، مع صلصة بيضاء (نوع من المايونيز مع الحليب والثوم).
- سلطة يونانية : وهي مكعبات الطماطم والخيار والبصل وجبنة الفيتا وزيتون كالاماتا (أو غيره من الزيتون الأسود المعلب، لكن الكالاماتا تضيف لمسة أفضل) ومزينة بزيت الزيتون والخل.
- سلطة ملقة : من البطاطس المطبوخة والبرتقال وسمك القد والزيتون الأخضر، والمغطاة بزيت الزيتون والخل والملح، ويتم تزيينها أحياناً بالبقدونس المفروم.
- سلطة الميموزا: تشبه سلطة العيد الروسية.
- السلطة الروسية (أو سلطة اوليفييه): تتكون من الجزر والبطاطا المطبوخة والمقطعة إلى مكعبات صغيرة وسمك التونة والمايونيز، وهي المكونات الرئيسية، بعد ذلك ووفقًا للعادات المحلية، يمكنك تناول البازلاء والزيتون (عادة ما تكون خضراء)، وحتى المخللات المتنوعة والمفرومة (مثل مخلل الخيار والبصل الصغير والجزر المخلل، وما إلى ذلك؛ والتي يتم بيعها في شمال إسبانيا كلوازم لصنع السلطة).
- سلطة شوبسكا : شبيهة بالسلطة السابقة لكن بدون زيتون، وهي سلطة نموذجية في بلغاريا ودول البلقان.
- سلطة كابري والدورف صلاد : مصنوعة من التفاح والجوز والكرفس والمايونيز.
- سلطة المعكرونة : معروفة في إيطاليا، وهي طبق مكرونة مع الطماطم والخس وغيرها.
- الحمص : وهو عبارة عن هريس الحمص مع زيت السمسم، نموذجية في شبه الجزيرة العربية (سواء في المطبخ العربي أو المطبخ اليهودي).
- سلطة البطاطا أو البطاطس (المعروف باسم البطاطا مايو)، مكوناتها الرئيسية : مكعبات البطاطا (البطاطس) والكثير من المايونيز ، مع التوابل الأخرى مثل الملح والبقدونس والفلفل، وهي مزيج لذيذ ولطيف.
- Magarzillo (أو zaragallada): عبارة عن سلطة طماطم محمصة ومقشرة مع شرائح الفلفل الأحمر والتونة والزيت (بدون خل)، تُقدم باردة ومزينة بالبيض المسلوق.
- Pipirrana : تُضاف التونة في الزيت أو الصلصة المخللة والبيض المسلوق، وكذلك البصل والفلفل الأخضر النيء، ونادراً ما يتم إضافة مخلل الزيتون المحشو.
- التبولة : تأتي من بلاد الشام، وهي عبارة عن سميد مطبوخ على البارد (الكسكس أو الكسكسى)، مع الطماطم المفرومة ناعماً والخيار والبصل، متبل بالملح والنعناع والزيت والليمون، إلى جانب كونها طازجة، فإنها تغذي كثيرًا.
- سلطة مورسيان (أو مورسيان موجي): تأتي من منطقة مورسيا (إسبانيا)، ويتم تقديمها باردة، من مكوناتها : الطماطم والبصل المفروم والزيتون الأسود والبيض المسلوق والتونة والزيت والفلفل.

والسلطة الكلاسيكة : هي نوع من السلطات الخفيفة، والمصنوعة من الخضروات والأعشاب الطازجة، وتُقدم كأطباق قائمة بذاتها، أو تُقدم كطبق جانبي مع أطباق ثانية أخرى، باردة أو ساخنة مع اللحوم المقلية ، حصلت هذه السلطات على اسمها من مكوناتها، مثل سلطة الطماطم والبصل ، والتى تُقدم تقليديًا مع بيلاف.
وهناك السلطة الإيطالية المالحة ، وهى عبارة عن طبق بارد مصنوع من قطع من الخضروات والأعشاب والفطر ونباتات أخرى مختلفة، مع إضافة التوابل، فالسلطة هي أي مزيج من المكونات، والتي تحتوي على تتبيلة أو توابل أو كليهما.